# Bombylius efflatounbeyi
Bombylius efflatounbeyi är en tvåvingeart som beskrevs av Neal L. Evenhuis 1978. Bombylius efflatounbeyi ingår i släktet Bombylius och familjen svävflugor.
Artens utbredningsområde är Egypten. Inga underarter finns listade i Catalogue of Life.